# FK Smaljavitsjy
FK Smaljavitsjy (ФК Смалявічы) is een Wit-Russische voetbalclub uit Smaljavitsjy in de oblast Minsk. De club zelf gebruikt ook de Russische naam FK Smolevitsji. 
De club werd in 2009 opgericht als Vihvam Smaljavitsjy en debuteerde dat jaar in het kampioenschap van de oblast Minsk. In 2010 werd de club toegelaten tot de Droehaja Liga. In 2011 werd de naam FK Smaljavitsjy aangenomen en sinds 2012 speelt de club met de toevoeging STI. In 2012 werd de club kampioen en promoveerde. In 2016 fungeerde de club als satellietteam van FK BATE. In 2017 werd Smaljavitsjy-STI tweede in de Persjaja Liga en promoveerde naar de Vysjejsjaja Liga. In januari 2018 werd de clubnaam weer gewijzigd in FK Smaljavitsjy. In 2020 degradeerde de club waarna de club vanwege financiële problemen in de Droehaja Liga verder ging.